# Kentaro Kawatsu
Kentaro Kawatsu (japonès: 河津憲太郎)  (Hiroshima, 26 de setembre de 1914 - 23 de març de 1970) va ser un nedador japonès, especialista en proves d'esquena, que va competir durant la dècada de 1930.
El 1932 va prendre part en els Jocs Olímpics d'Estiu de Los Angeles, on guanyà la medalla de bronze en els 100 metres esquena del programa de natació, en finalitzar rere els seus compatriotes Masaji Kiyokawa i Toshio Irie.
El 1933 va establir el rècord nacional dels 50 metres esquena.
Es va immolar el 23 de març de 1970.